# Chris Gall

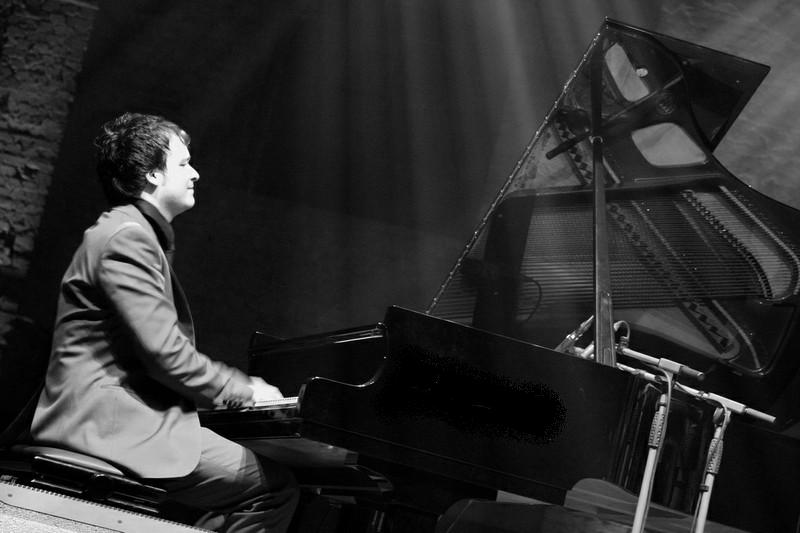
Chris Gall 2008 auf dem Jazzfestival St. Ingbert

Chris Gall (* 11. Juli 1975 in Bad Aibling) ist ein deutscher Jazz-Pianist und Komponist.

## Leben und Wirken
Gall studierte nach  klassischer Klavierausbildung am „Berklee College of Music“ in Boston, USA. 1998 schloss er das Jazzstudium ab.
Chris Gall war festes Mitglied der Band von Giana Viscardi, mit der er 2001 auf dem Montreux Jazz Festival auftrat. Außerdem spielte er Piano bei der indischen Fusion-Band „Taalsim“ feat. Shakir Khan (Sitar) und Kai Eckhardt (Bass). Des Weiteren trat er mit den New York Voices (Grammy Award Winner) ebenso auf wie mit Chico César, Dusko Goykovich, Don Menza und Bobby Shew.
Im Herbst 2007 wurde Gall, der auch Pop- und Weltmusik spielt, bei ACT unter Vertrag genommen, wo er mit dem Elektro-Pop-Artist Enik das Album „Climbing Up“ veröffentlichte. Des Weiteren gehört er der Jazz-Soul-Formation The Hi-Fly Orchestra an, mit der er auch international auftrat. Im Duo mit dem Gitarristen Andreas Dombert legte er die CD „Duo“ (Acoustic Music) vor. Anfang 2014 reiste er als Gastmusiker mit der Gruppe Quadro Nuevo nach Argentinien und war auch an der CD „Tango!“ der Gruppe als Pianist, Komponist und Arrangeur beteiligt. Auch präsentierte er mehrere Soloprogramme. Er ist auch auf Alben von Norbert Küppers Riovolt, Mariette Radtke und Valentin Preißler zu hören.

## Diskografie (Auswahl)
- Impressionists improvised (GLM Music, 2025) solo[1]
- Chris Gall, Bernhard Schimpelsberger Myriad (GLM Music, 2020)[2]
- Mulo Francel, Chris Gall Mythos (GLM Music, 2019)
- Chris Gall Trio: Cosmic Playground (GLM Music, 2018)
- Room of Silence (GLM Music, 2018) solo[3]
- Piano Solo (GLM Music, 2015)
- Chris Gall / Andreas Dombert Duo (Acoustic Music Records, 2014)
- Chris Gall Trio feat. Enik: Hello Stranger (ACT 2010, mit Axel Kühn, Peter Gall)
- Chris Gall Trio feat. Enik: Climbing Up (ACT 2008, mit Marcel Krömker, Peter Gall)
- Christian Gall Trio: Vibes of Boston (HoHe-Musik 1999)

Alben als Sideman
- Ecco DiLorenzo Jazz Quartett: Self-fulfilling prophecies (GLM music, 2012)
- Metamorphosis feat. Ingrid Lukas: Solitude (Double Moon 2009)
- The HiFly Orchestra: Mambo Atomico (Ajabu 2008)
- Taalis: Circle of Taals (Quinton 2007)
- Rafael Baier Group: Metamorphosis (Altrisuoni 2006)